# Hotenjsko podolje
Hotenjsko podolje zajema severozahodni del Notranjskega podolja med Rovtami in Hrušico. Večje naselje na območju je še Hotedrščica. Glavna prometnica skozi Hotenjsko podolje poteka med naselji Logatec-Kalce-Idrija ter Godovič-Črni Vrh-Ajdovščina. V podolju je več kraških izvirov in ponorov, največji potok je Hotenjka.